# Чапле (Картузький повіт)
Чапле (пол. Czaple) — село в Польщі, у гміні Жуково Картузького повіту Поморського воєводства.
Населення — 382 особи (2011).
У 1975-1998 роках село належало до Гданського воєводства.

## Демографія
Демографічна структура станом на 31 березня 2011 року:
|          | Загалом | Допрацездатний вік | Працездатний вік | Постпрацездатний вік |
| -------- | ------- | ------------------ | ---------------- | -------------------- |
| Чоловіки | 199     | 60                 | 131              | 8                    |
| Жінки    | 183     | 44                 | 121              | 18                   |
| Разом    | 382     | 104                | 252              | 26                   |